# 라헬 (프로게이머)
라헬(본명: 조민성, 2004년 2월 13일 ~ )은 대한민국의 리그 오브 레전드 프로게이머로 아이디는 Rahel이다. 포지션은 AD 캐리이며 현재 Dplus KIA 소속이다.

## 선수 생활
2020년 8월, DWG KIA 아카데미팀에 입단했다.
2021년 5월 31일, DWG KIA의 2군팀으로 콜업되었다. 2021년 7월 2일에는 1군팀으로 콜업되었다.
2022시즌을 앞두고 DWG KIA의 2군팀으로 센드다운되었다. 2021 LoL KeSPA컵에 참가하여 팀에 우승에 기여했다. 2022 LCK 챌린저스 리그 스프링에 참가하여 팀의 우승에 기여했다.

## 소속팀
| # | 팀명    | 소속 기간    | 소속 리그 | 비고 |
| - | ------- | ------------ | --------- | ---- |
| 1 | DWG KIA | 2021.06.01 ~ | LCK       |      |

## 수상 내역
- 2021 리그 오브 레전드 챔피언스 코리아 서머 우승
- 리그 오브 레전드 월드 챔피언십 2021 준우승
- 2021 LoL KeSPA컵 우승
- 2022 LCK 챌린저스 리그 스프링 우승
- 2022 LCK 챌린저스 리그 서머 준우승
- 2022년 한중일 e스포츠 대회 리그 오브 레전드 부문 우승